# Zuse-Institut Berlin

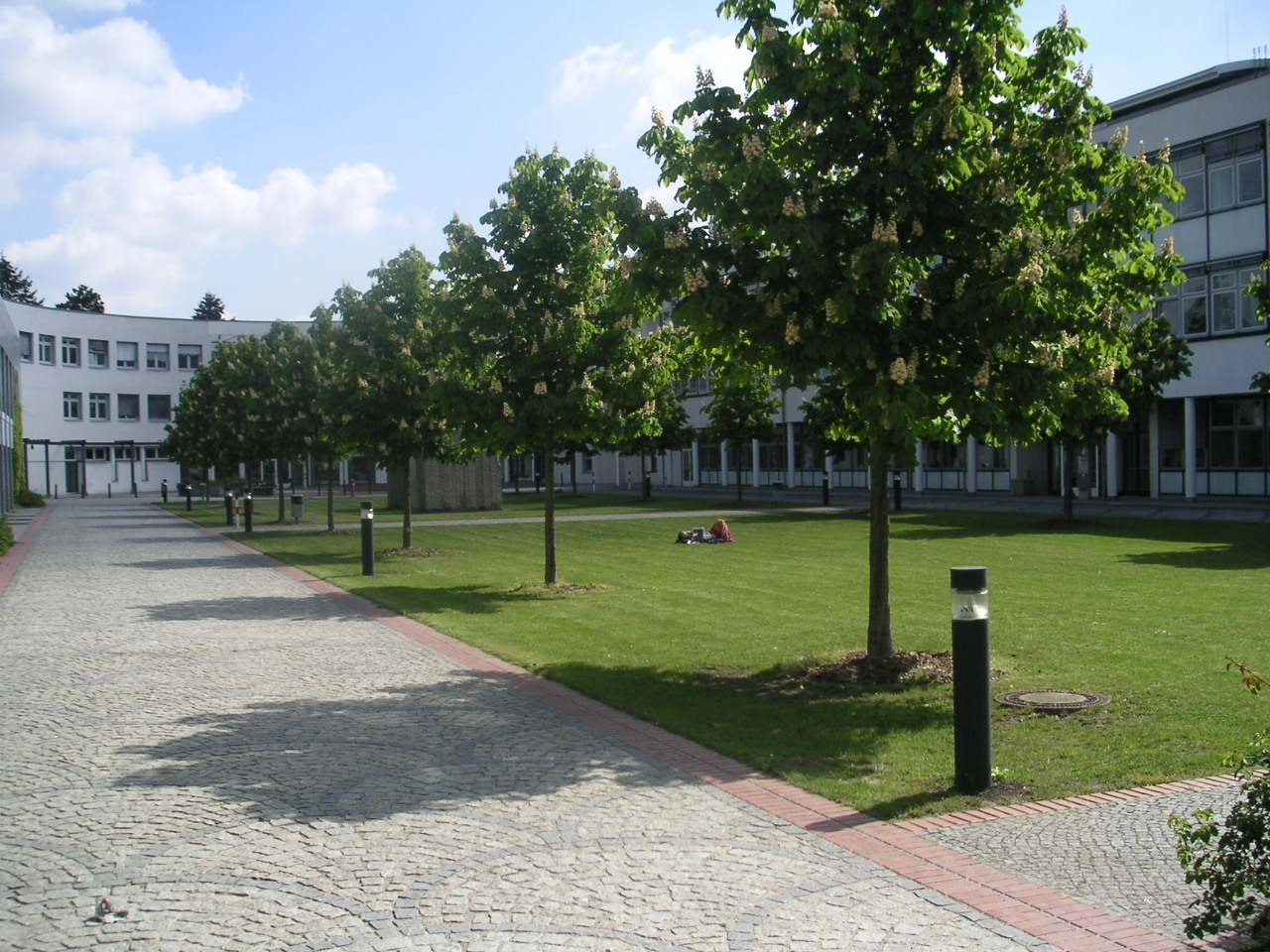
Zuse-Institut Berlin

Das Zuse-Institut Berlin (ZIB) ist ein interdisziplinär arbeitendes Forschungsinstitut des Landes Berlin. Es betreibt die Förderung der Wissenschaft und Forschung auf dem Gebiet des Wissenschaftlichen Rechnens und des Hochleistungsrechnens einschließlich der dazugehörigen Entwicklungs- und Dienstleistungen.
Am ZIB treffen modellbasierte Simulation und Optimierung, datengetriebene Problemlösung und Advanced Computing auf  Forschungsdienstleistungen und den Transfer in vielfältige Anwendungsfelder und in die Industrie.

## Methoden- und anwendungsorientierte Forschung
Der Schwerpunkt des ZIB liegt auf der Erforschung und Entwicklung mathematischer Modelle und effizienter Algorithmen für die nahtlose Integration von Simulation und Optimierung mit Lernen aus Daten sowie Hochleistungsrechnen. Dementsprechend ist die Forschung in drei wissenschaftliche Bereiche gegliedert: Mathematik für komplexe Systeme, Mathematisch Algorithmische Intelligenz, Paralleles und Verteiltes Rechnen.
Das ZIB ist stark auf die Entwicklung allgemeiner Methoden zur Lösung von Anwendungsproblemen der realen Welt ausgerichtet. Die derzeitigen Hauptanwendungsgebiete sind Energie, Mobilität und Logistik, Medizin und Gesundheit, Nano- und Quantentechnologien, Netzwerke und KI im Zusammenspiel mit HPC. Seine Kompetenzen in anwendungs-orientierter Mathematik bringt das ZIB in interdisziplinäre Forschungsverbünde ein, z. B. als Kernpartner im Exzellenzcluster MATH+.
Die Translation von Forschungsergebnissen und der Wissenstransfer in Industrie und Gesellschaft sind wichtige Ziele des ZIB. Deutschlands größte Öffentlich-Private-Partnerschaft mit Schwerpunkt Mathematik, der Forschungscampus MODAL mit mehr als 35 Industriepartnern, ist am ZIB angesiedelt und wird durch einzelne Forschungsprojekte mit einer vergleichbaren Anzahl weiterer Kooperationspartner aus Industrie und Wirtschaft ergänzt.

## Forschungsunterstützende Leistungen und Forschungsinfrastrukturen
Die Forschung am ZIB wird durch forschungsnahe Dienstleistungen ergänzt, insbesondere durch den Betrieb von leistungsfähigen Forschungsinfrastrukturen. Insbesondere beherbergt das ZIB eines der Zentren der Nationalen Allianz für Hochleistungsrechnen und betreibt einen Tier-2-Supercomputer im Rahmen des Norddeutschen Verbundes für Hoch- und Höchstleistungsrechnen. Darüber hinaus bietet das ZIB Cloud Computing, Großdatenservices und Digitalisierungsdienstleistungen von Forschern für Forscher an.

## Historie
Das Institut wurde am 1. August 1984 als Konrad-Zuse-Zentrum für Informationstechnik Berlin gegründet. Es ging aus dem Großrechenzentrum für die Wissenschaft Berlin (GRZ) und dem Wissenschaftlichen Rechenzentrum Berlin (WRB) hervor. Seinen Namen verdankt es Konrad Zuse, dem Erfinder des ersten funktionsfähigen Computers der Welt, genauer: des ersten funktionstüchtigen, vollautomatischen, programmgesteuerten und frei programmierbaren Rechners, der mit binärer Gleitkommarechnung arbeitet.
Es wurde das erste deutsche Institut für Wissenschaftliches Rechnen, konzipiert und geleitet von seinem ersten Präsidenten, Peter Deuflhard. Die Anwendungsorientierung wurde verstärkt durch Martin Grötschel, der seine Tätigkeit am ZIB Anfang der 90er Jahre aufnahm.

## Organisationsstruktur
Die Organe des ZIB sind der Verwaltungsrat und die Präsidentin oder der Präsident.
Die Präsidentin oder der Präsident leitet das ZIB. Sie oder er wird unterstützt durch bis zu zwei Vizepräsidentinnen oder Vizepräsidenten und die administrative Leitung des ZIB.
Dem Verwaltungsrat gehören an: die Präsidentinnen oder Präsidenten der Freien Universität Berlin, der Humboldt-Universität zu Berlin und der Technischen Universität Berlin, die oder der Vorstandsvorsitzende der Charité, das für die Wissenschaft zuständige Mitglied des Senats von Berlin und ein von der wissenschaftlichen Geschäftsführung aus seiner Mitte benanntes Mitglied des Helmholtz-Zentrums Berlin für Materialien und Energie.
Das ZIB gliedert sich in Forschungsabteilungen, forschungsunterstützende Einheiten und Verwaltung.